# Dectes sayi
Dectes sayi là một loài bọ cánh cứng trong họ Cerambycidae.